# Dušan Kopčalić
Dušan Kopčalić (15. februar 1934 – 8. avgust 2000) bio je srpski i jugoslovenski književnik. Njegov opus obuhvata romane, pripovetke, drame, poeziju, eseje i pozorišnu kritiku.

## Biografija
Rođen je, odrastao i čitav život proveo u Vršcu. U rodnom gradu je završio osnovnu školu i pohađao gimnaziju. Radni vek je proveo u vršačkoj Gradskoj biblioteci. Književnim radom je počeo da se bavi 1954. godine. Prošlost rodnog grada bila mu je neiscrpna inspiracija. Posebno ga je interesovala sudbina španskih porodica, koje su u XVII veku doseljene u Vršac kako bi se bavile vinogradarstvom, ali je većina stradala od različitih bolesti, a preživeli su se vratili u svoju postojbinu. Otkrivao je, pamtio i govorio o ljudima koje je susretao ili  onima koji su ostavili neki trag u njegovom sećanju. Pišući stvarao je trajni spomenik gradu i njegovim ljudima.
Priče i poeziju je objavljivao u svim jugoslovenskim relevantnim književnim časopisima: U Mladosti, listu saveza omladine Jugoslavije, Književnim novinama, Dnevniku, Sveskama, Poljima, Ulaznici, Index-u i Letopisu Matice srpske.
Za vršački radio (Radio Patak) osmislio je literalni vremeplov 1996. godine i svake nedelje vodio slušaoce kroz prošlost grada. Serijal je emitovan pod naslovom: Moj i vaš Vršac. Ova, popularna emisija, trajala je do 2000te godine, kada je Kopčalić preminuo. Sahranjen je u rodnom gradu.
Iza njega su ostali brojni tekstovi. Kopčalić je pominjao roman o poznatim evropskim buvljacima, čiji je radni naslov bio „Buvljaci“. Roman je, prema rečima samog autora, bio veoma obiman, trebalo je da ima preko 500 strana. Posvećen je ovim neobičnim, pitoresknim pijacama, a vezu među njima čini   jedan Vrščanin, koji je u romanu nekrunisani kralj tih zanimljivih mesta. Duže vreme je radio na romanu čija je radnja pratila Eugena Savojskog u vojnim operacijama protiv Turaka i oslobađanju Banata.

##### Odlomak iz uvodnih napomena autora za knjiguOd voska varoš, objavljenog posthumno:
Sadržaj jednog grada su ljudi, likovi i predeli, koji će, ako ne budu zaustavljeni u laganom nestajanju i utisnuti u vosak- budući da su jednom rođena, a u budućnosti nikad više ponovljena bića-nestati zauvek. Nestaće grad, moj grad. Svatih da svaki čovek ima samo svoj grad. Osetivši to, odjednom su predamnom počeli da žive oni koji  su davno nestali, koji su samo dodirnuli, ali, veoma živo, moju svest. Oni su sadržaj mog života. Naviralo ih je na hiljade , i moja prvobitna namera da taj Vršac zaustavim u jednom romanu – hronici bila je neostvarljiva. Smestiti to u formu romana , pa bio on i najmodernije strukture, bio bi uzaludan posao,  jer mnogi likovi bili bi zauvek žrtvovani formi i ne bi ostavili nikakav trag. A oni su počeli (ostali) živo da se kreću u mojoj svesti. Shvatio sam da živim u jednom ogromnom Vršcu. To je beskraj. Sačuvati svetlost koja se javlja pri susretu jednog bića sa gradom, predelom i ljudima, na ovakav način, ima neponovljiv književni naboj… 

## Objavljena dela

### Romani
1. Priča za Damjana, 1966. Rijeka, Otokar Keršovani
2. Đavolja jazbina, 1971. Vršac, Biblioteka „Ugao“
3. Do same klanice, 1973. Vršac, Biblioteka  „Ugao“
4. Lazareva groznica, 1980, Beograd, BIGZ

### Zbirke pripovedaka
1. Vreme tajna, 1969. Vršac, Biblioteka „Ugao“
2. Pingvin, 1986. Vršac, Književna opština Vršac
3. Moj i vaš Vršac, 2008. Vršac, Turistička organizacija Opštine  Vršac

### Radio drame
1. Oklopnici, 1962.
2. Vučja nedelja, 1970.[13]
3. Vatra, 1977.[14]

### Pesme u prozi
1. Od voska varoš, 2003. Vršac, Gradska biblioteka Vršac i Autorski atelje „Ugao“ Vršac

## Nagrade
1. Druga nagrada na konkursu Radio Zagreba  za dramski tekst 1962. Nagrađena je drama Oklopnici
2. Druga nagrada za roman na konkursu Telegrama, 1966. Nagrađen je roman Priča za Damjana.